# Nueva Segovia
Nueva Segovia – jeden z 15 departamentów Nikaragui, położony w północnej części kraju przy granicy z Hondurasem. Ośrodkiem administracyjnym jest miasto Ocotal (25,3 tys. mieszk.). Innym ważnym ośrodkiem miejskim jest Jalapa (21,7 tys.).

## Gminy (municipios)
1. Ciudad Antigua
2. Dipilto
3. El Jícaro
4. Jalapa
5. Macuelizo
6. Mozonte
7. Murra
8. Ocotal
9. Quilalí
10. San Fernando
11. Santa María
12. Wiwilí de Nueva Segovia